# Lasioglossum microsellatum
Lasioglossum microsellatum är en biart som först beskrevs av Cockerell 1945.  Lasioglossum microsellatum ingår i släktet smalbin, och familjen vägbin. Inga underarter finns listade i Catalogue of Life.